# Elatostema stewardii
Elatostema stewardii är en nässelväxtart som beskrevs av Elmer Drew Merrill. Elatostema stewardii ingår i släktet Elatostema och familjen nässelväxter. Inga underarter finns listade i Catalogue of Life.